# 都留文科大學前車站
都留文科大學前站（日语：／ Tsuru Bunka Daigaku-mae eki */?）位於山梨縣都留市田原二丁目，屬於富士急行大月線的車站，車站編號為FJ08。該站是距離都留文科大学最近的車站，特別急行列車「富士回遊」「富士山特急」「富士山Byu特急」等在本站停車。

## 歷史
本站是都留文科大學周邊的市鎮請求設置的請願車站。
- 2004年（平成16年）11月16日 - 開業[1]。

## 車站結構
為單式1面1線的地面車站。鐵道線路由東北向西南行進，站台位於線路東南側。
站房為鐵骨建造的單層建築物，佔地304m2，內部有休息室、檢票口、廁所等設施。
本站開業初期作為業務委託車站，設有1臺自動售票機。

## 車站周邊
該站為都留市西部郊區住宅地，車站以南約300m為都留文科大學。車站開業時對站前周邊進行整備，站前大廣場附近有商業設施。
- 山梨縣立產業技術短期大學校（日语：山梨県立産業技術短期大学校）都留校區
- 山梨縣立都留興讓館高等學校（日语：山梨県立都留興譲館高等学校）
- 山梨縣立谷村工業高等學校（日语：山梨県立谷村工業高等学校）
- 南都留合同廳舍
- 南都留地方振興事務所
- 都留市民綜合体育館
- 都留市綜合運動公園
- 国道139号（日语：国道139号）
- 谷村停車區 - 中央自動車道
- 山梨信用金庫（日语：山梨信用金庫）

## 巴士
站前巴士包括路線巴士與定制出租車。
| 乘車處         | 乘車處 | 系統                               | 主要行經地                                   | 目的地         | 運行業者       |
| -------------- | ------ | ---------------------------------- | -------------------------------------------- | -------------- | -------------- |
| 都留文科大学站 |        | 市内循環巴士（逆時針）             | 產業短期大学前・芭蕉月待之湯・都留市立病院前 | 都留市站       | 富士急山梨巴士 |
| 都留文科大学站 |        | 市内循環巴士（順時針）             | 大学入口・谷村町站入口・都留市站             | 都留市立病院前 | 富士急山梨巴士 |
| 都留文科大学站 | *      |                                    | 十日市場站・東桂站                           | 夏狩・境・砂原 | 富士急山梨HIRE |
| 都留文科大学站 | *      | 岡島食品館・谷村町站入口・都留市站 | 都留市立病院前                               |                | 富士急山梨HIRE |

## 使用情況
2017年度（平成29年度）1日平均上下車降人員為1,700人。
| 年度   | 1日平均 上下車人員 |
| ------ | ------------------ |
| 2014年 | 1,515              |
| 2015年 | 1,746              |
| 2016年 |                    |
| 2017年 | 1,700              |
| 2018年 |                    |

## 相鄰車站
富士急行
■大月線
- ■特急「富士回遊」「富士山特急」「富士山Byu特急」停車站

■普通（含JR中央線内中央特快・通勤快速・快速等列車）
谷村町（FJ07）－都留文科大學前（FJ08）－十日市場（FJ09）

## 外部連結
- 都留文科大學前站 （页面存档备份，存于） - 富士急行